# علم القطط

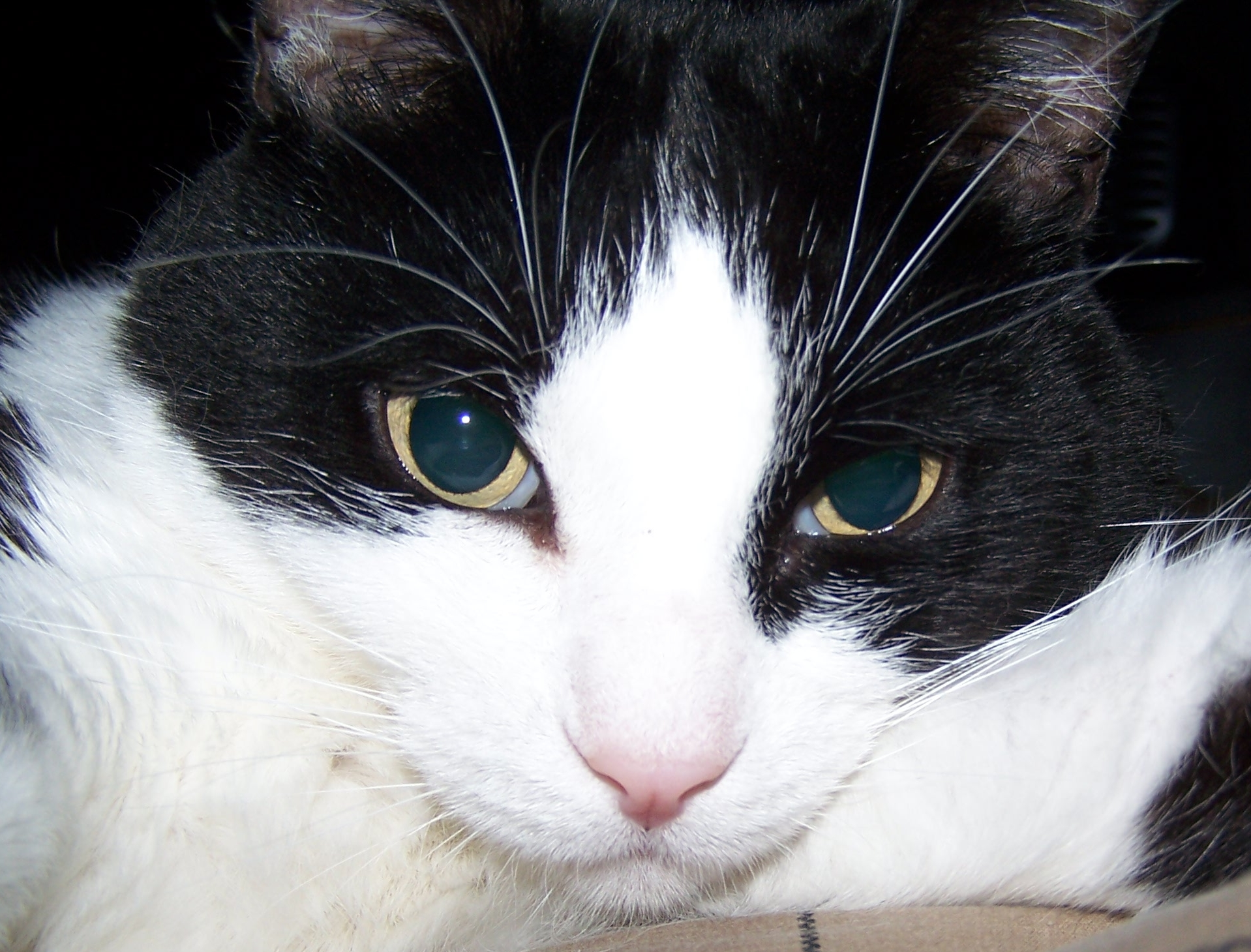
قطة

علم دراسة القطط هو دراسة القطط. (بالإنجليزية: Felinology) وهذا المصطلح له أصل في اللغة اللاتينية-اليونانية ويأتي من الكلمة اللاتينية فيلينوس (التي تعني القطة، سنوري) والكلمة اليونانية لوجوس (علم). ويعني علم دراسة القطط بدراسة تشريح وجينات وفيسيولوجيا وتكاثر القطط الأليفة والبرية.

## وصلات خارجية
- “The wonders of felinology”[وصلة مكسورة] (هاآرتس)